# Bach détective
Pour plus de détails, voir Fiche technique et Distribution.
Bach détective est un film français réalisé par René Pujol et sorti en 1936.

## Fiche technique
- Réalisation : René Pujol
- Scénario : Jacques Daniel-Norman, André Mouézy-Éon
- Dialogues : Henri Jeanson
- Musique : Vincent Scotto, Jean Yatove
- Décorateur : Émile Duquesne
- Image : Simon Hugo
- Genre : Comédie
- Durée : 89 minutes
- Date de sortie : 
  - France - 20 novembre 1936

## Distribution
- Bach : Narcisse
- Paul Bernard : André
- Monique Bert : Mag
- Ginette Gaubert : Olga Worskaïa
- Louis Florencie : Baudry
- Armand Lurville : Lesueur
- Jacques Dumesnil : Stefani
- Ginette Leclerc : Zita
- Georges Prieur : Durandel
- Georges Morton : Olive
- Edmond Castel : M. Estrade
- Simone d'Arche : Dora
- Jules Moy : L'usurier
- Alexandre Mihalesco : L'extra
- Andrée Champeaux : L'amie du baron
- Paul Demange : M. Dubois